# 韋勒斯縣 (威斯康辛州)
韋勒斯县（英語：Vilas County）是位於美國威斯康辛州北部的一個縣，北鄰密西根州。面積2,636平方公里。根據美國2000年人口普查估計，共有人口21,033人。縣治伊格爾里弗 (Eagle River)。
成立於1893年4月12日。縣名紀念美國郵政部長、美國內政部長、聯邦參議員威廉·F·韋勒斯。